# راکوئل دیاز
راکوئل دیاز (اسپانیایی: Raquel Diaz‎؛ زادهٔ ۱۴ اکتبر ۱۹۹۰) یک خواننده، و مربی (کشتی حرفه‌ای) اهل ایالات متحده آمریکا است.